# Rock 'n' Roll (album de John Lennon)
Pour les articles homonymes, voir Rock (homonymie) et Rock 'n' roll (homonymie).
Albums de John Lennon
Walls and Bridges
(1974) Shaved Fish
(1975)
Singles
1. Stand by Me / Move Over Ms. L
Sortie : 10 mars 1975

Rock 'n' Roll est le sixième album studio de John Lennon, sorti en 1975. Il contient des reprises de grands classiques du rock 'n' roll.

## Historique
En raison de l'accusation de plagiat de la suite d'accords blues et du vers « Here come old flat-top... » de You Can't Catch Me de Chuck Berry dans la chanson des Beatles Come Together, Lennon est poursuivi en justice par Morris Levy (en), qui détient les droits de cette chanson. Un arrangement hors-cour est négocié, qui contraint Lennon à enregistrer pour son prochain album trois chansons dont les droits sont détenus par Levy, ce qui lui permettra de toucher des revenus importants.
Lennon choisit d'enregistrer suffisamment de chansons pour publier un album entier de musiques qui ont marqué sa jeunesse. Les premières séances ont lieu à Los Angeles début 1974 dans l'ambiance débridée du « Lost Week End » sous la direction de Phil Spector, avant que ce dernier ne disparaisse avec des enregistrements, trop brouillons pour être utilisés. Le projet est abandonné. Sans respecter l'entente, Lennon enregistre son album Walls and Bridges qui ne contient comme reprise qu'un court enregistrement informel de la chanson Ya Ya avec Julian, son fils de 11 ans, à la caisse claire, et en introduction un message désobligeant faisant référence à la poursuite. Levy menace de le poursuivre à nouveau et le projet de l'album de reprises est finalement repris à zéro à New York dans des conditions plus sages, par un Lennon de plus en plus repenti,.
La sortie de l'album donne lieu à un nouvel imbroglio judiciaire. Au grand dam de Lennon, Morris publie en avance des pistes inachevées sur un 33 tours intitulé Roots sur le label Adam VIII, disponible par envoi postal et accompagné d'une éphémère publicité télévisée,. L'album officiel est achevé et finalement publié en février 1975, devenant le dernier album studio de l'artiste avant sa retraite de cinq ans. L'album est un succès critique et commercial, atteignant la sixième place des ventes de chaque côté de l'Atlantique.
La réédition de 2004 inclut trois chansons en bonus en plus du final de Just Because, qui avait été coupé, et dans lequel John salue ses ex-collègues Ringo, Paul et George. Parmi les autres bonus, Angel Baby (en) et To Know Her Is to Love Her avaient déjà été inclus sur le disque posthume Menlove Ave. paru en 1986 qui contenait aussi la chanson originale Here We Go Again tirée des mêmes séances d'enregistrement. Since My Baby Left Me est également incluse sur Menlove Ave. mais il s'agit d'une prise différente et plus brève.
Plusieurs de ces enregistrements se retrouveront dans la compilation Instant Karma: All-Time Greatest Hits parue en 2002 et toutes les chansons du disque originel seront incluses sur le quatrième disque de la compilation Gimme Some Truth parue en 2010 qui reprend le titre Roots.

## Pochette

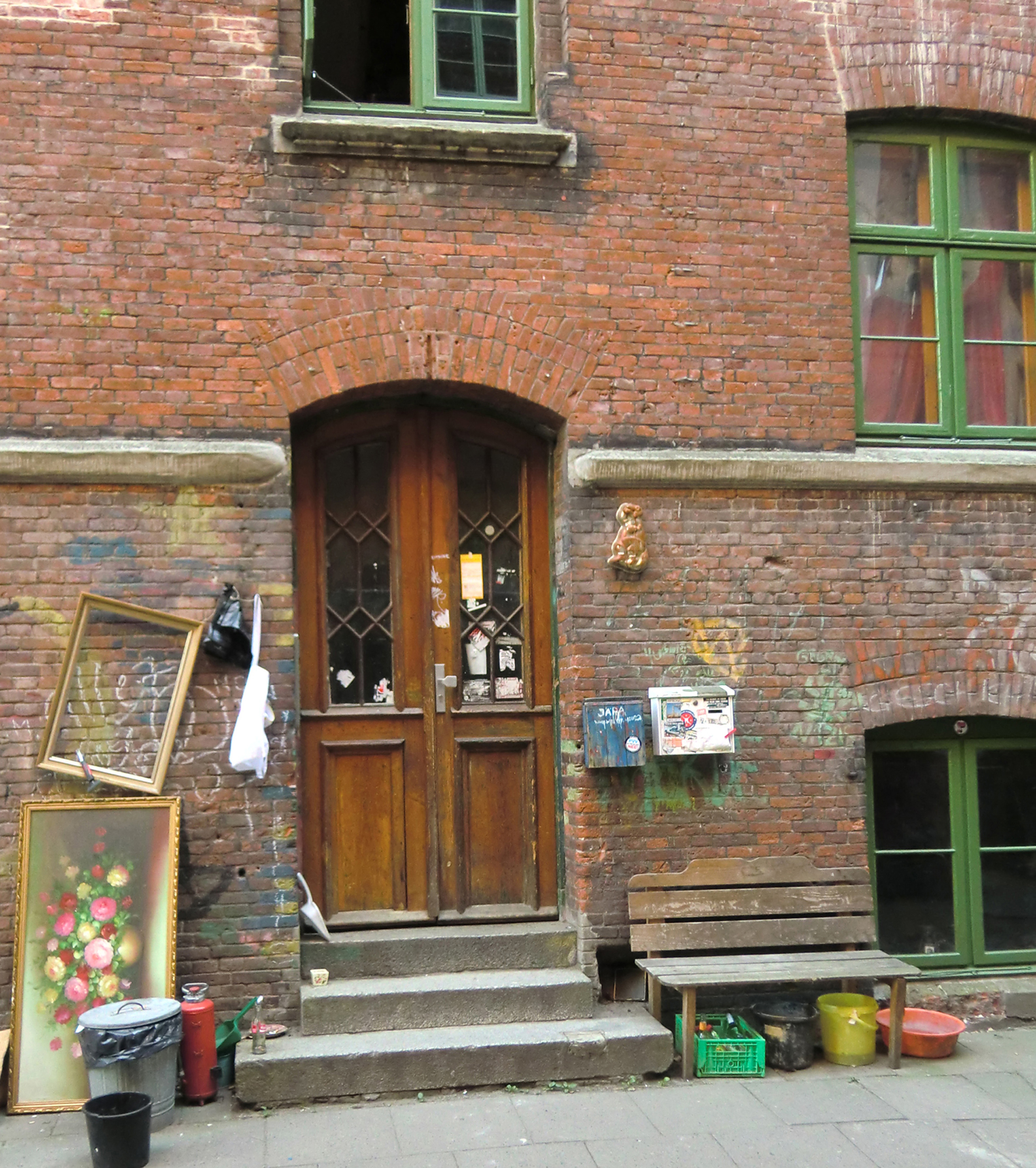
La porte devant laquelle la photo a été prise (2011).

La photographie, en noir et blanc, a été prise à Hambourg en 1961 par leur ami et photographe Jürgen Vollmer. Elle montre Lennon appuyé contre l'entrée d'une habitation de la ruelle Jäger-Passage derrière le 22 Wohlwillstraße . Paul McCartney, George Harrison et Stuart Sutcliffe, qui sont en mouvement dans la rue, forment des silhouettes délibérément floues (Pete Best était absent). Le graphiste John Uomoto a complété la pochette en ajoutant au dessus de Lennon une enseigne au néon avec John Lennon en lettres capitales blanches, et Rock 'n' roll en capitales rouges. La direction artistique est confiée à Roy Kohara. 
En 1984, on voit un personnage prenant la même pose à la fin du clip de la chanson de Yoko Ono Every Man Has a Woman Who Loves Him, chantée par John Lennon.

## Liste des chansons
| 1. | Be-Bop-A-Lula                   | Tex Davis / Gene Vincent                  | 2:37 |
| 2. | Stand by Me                     | Jerry Leiber / Mike Stoller / Ben E. King | 3:30 |
| 3. | Medley: Rip It Up / Ready Teddy | Robert Blackwell / John Marascalco        | 1:34 |
| 4. | You Can't Catch Me              | Chuck Berry                               | 4:53 |
| 5. | Ain't That a Shame              | Fats Domino / Dave Bartholomew            | 2:32 |
| 6. | Do You Wanna Dance?             | Bobby Freeman                             | 2:53 |
| 7. | Sweet Little Sixteen            | Chuck Berry                               | 3:01 |

| 8.  | Slippin' and Slidin' (en)                                      | Richard Wayne Penniman / Eddie Bocage / Al Collins / James H. Smith | 2:17 |
| 9.  | Peggy Sue                                                      | Jerry Allison (en) / Norman Petty / Buddy Holly                     | 2:04 |
| 10. | Medley: Bring It on Home to Me (en) / Send Me Some Lovin' (en) | Sam Cooke - John Marascalco / Leo Price                             | 3:42 |
| 11. | Bony Moronie                                                   | Larry Williams                                                      | 3:46 |
| 12. | Ya Ya                                                          | Lee Dorsey / Clarence Lewis / Morgan Robinson                       | 2:18 |
| 13. | Just Because (en)                                              | Lloyd Price                                                         | 4:26 |

| 14. | Angel Baby (en)            | Rosie Hamlin (en) | 3:44 |
| 15. | To Know Her Is to Love Her | Phil Spector      | 4:31 |
| 16. | Since My Baby Left Me      | Arthur Crudup     | 4:40 |
| 17. | Just Because (Reprise)     | Lloyd Price       | 1:25 |

## Classement
| Classement (1975)             | Meilleure position |
| ----------------------------- | ------------------ |
| Royaume-Uni (UK Albums Chart) | 6                  |
| États-Unis (Billboard)        | 6                  |
| France (IFOP)                 | 3                  |

## Single
La chanson Stand by Me est publiée dans un 45 tour couplée à Move Over Ms. L (2:56). Cette dernière est la seule chanson publiée en single, de la carrière solo de Lennon, qui n'apparaît pas aussi dans un album. Elle se veut une pointe amicale à Yoko Ono, écrite et enregistrée durant leur séparation. Une première version, dans un style plutôt country, est enregistrée lors des séances du disque Walls and Bridges mais a été retirée de la liste des chansons à peine quelques jours avant que cet album ne soit finalisé. Une des trois prises est incluse dans la compilation John Lennon Anthology en 1998. Move Over Ms. L est reprise lors des séances de l'album Rock 'n' Roll, la seule autre chanson originale du lot avec Here We Go Again, et cette version plus rock est placée en face B de ce single.

## Fiche de production

### Interprètes
- John Lennon : chant, guitares
- Jesse Ed Davis : guitare
- Jim Calvert : guitare
- Eddie Mottau : guitare acoustique
- José Feliciano : guitare acoustique
- Michael Hazelwood : guitare acoustique
- Steve Cropper : guitare
- Bob Glaub – guitare basse
- Tom Hansley – guitare basse
- Reed Kailing – guitare basse sur "Do You Want To Dance"
- Ray Neapolitan – guitare basse
- Klaus Voormann : basse, chœurs
- Leon Russell : claviers
- Ken Ascher : claviers
- Jim Keltner : batterie
- Hal Blaine : batterie
- Gary Mallaber : batterie
- Arthur Jenkins : percussions
- Nino Tempo : saxophone
- Jeff Barry : cuivres
- Barry Mann : cuivres
- Bobby Keys : cuivres
- Peter Jameson : cuivres
- Joe Temperley : cuivres
- Dennis Morouse : cuivres
- Frank Vicari : cuivres